# Некробацильоз
Некробацильо́з (англ. Necrobacillosis, також при виникненні у людей типовою формою клінічного перебігу вважається синдром Лем'єра, англ. Lemierre's syndrome) — гостре зоонозне інфекційне захворювання, яке спричинює Fusobacterium necrophorum. Характеризується виникненням некротичних змін шкіри, слизових оболонок, внутрішніх органів, сепсису.

## Історичні відомості
1884 року Фрідріх Леффлер виявив, що Fusobacterium necrophorum спричинює дифтерію теляти, а в 1891 році Б. Банг виділив його з абсцесів печінки великої рогатої худоби. Виявлено, що ця бактерія спричинює некротичний стоматит телят, ягнят і свиней, гниття копит у великої рогатої худоби та овець, гангренозний дерматит у коней та мулів, а також множинні абсцеси у легенях та печінках у великої рогатої худоби та свиней. У людей перший випадок некробацильозу діагностовано в 1900 році, які описали пацієнта, що загинув від септичного стану незабаром після гострого тонзиліту й від кого з крові виділено анаеробну бактерію. У 1936 році А. Лем'єр описав 20 випадків «анаеробної септицемії», з яких 18 пацієнтів померли. Ці випадки були головним чином, але не винятково, спричинені Bacillus funduliformis (синонім F. necrophorum). Лем'єр поділив пацієнтів на 6 груп на основі первинного інфекційного вогнища: запальні ураження носоглотки, тонзилярні та перитонзілярні абсцеси; подібні ураження рота і щелеп; середній отит або мастоїдит; гнійний ендометрит після пологів; апендицит; інфекції сечовивідних шляхів. Він назвав хворобу "анаеробною постангінальною септицемією. Ці пацієнти демонстрували оригінальний «синдром Лем'єра», який характеризувався первинним тонзилітом або перитозилярним абсцесом у молодих, раніше здорових осіб, у яких з'являвся набряк вздовж грудинно-ключично-соскового м'язу, що являє собою септичний тромбофлебіт іпсилатеральної внутрішньої яремної вени. Протягом тижня у цих пацієнтів розвивалася висока гарячка, артралгії, а потім метастатичні емболічні абсцеси, як правило, у легенях та кістках. Часто пацієнти гинули протягом 7-15 днів від початку хвороби. Лем'єр стверджував, що «синдром є настільки характерним, що дозволяє клінічно діагностувати хворобу ще до отримання бактеріологічного дослідження крові». У 1955 році Альстон повідомив про 280 випадків некробацильозу, включаючи пацієнтів з 8 країн. Він поділив випадки на 4 групи: первинне зараження через шкіру або підшкірні тканини, інфекція, зараження через ротоглотку, іноді після тонзилектомії або після запалення горла або середнього отиту; зараження у жіночих статевих шляхах, після аборту або в підлітковий період, первинні вогнища в шлунково-кишковому тракті (в обох статей), іноді після операції або в сечовивідних шляхах; і першою ознакою була емпієма плеври з абсцесом легенів або без нього.

## Актуальність
Про людський некробацильоз рідко повідомлялося протягом 1960-70-х років, ймовірно, через широке використання пеніцилінів при лікуванні інфекцій ротоглотки. Протягом останніх десятиліть хвороба знову появився у країнах Заходу. Було висловлено здогадку про те, що це збільшення захворюваності пов'язане зі зменшенням використанням пеніциліну і його препаратів у випадках гострого тонзиліту. Поліпшена анаеробна діагностична ідентифікація протягом останніх десятиліть, ймовірно, також підвищили можливості виділення F. necrophorum і тим самим діагностувати некробацильоз.
Наразі термін «синдром Лем'єра» застосовується для означення всіх випадків некробацильозу людини з первинними вогнищами в голові — не тільки ротоглотки, а й обличчя, вух, слинних залоз і зубів. F. necrophorum є найпоширенішим анаеробом, який спричинює сепсис, первинним джерелом якого є ротоглотка, тому, коли в такий клінічній ситуації з крові виділяється анаеробна бактерія, слід негайно запідозрити F. necrophorum.
Основною проблемою пацієнтів з некробацильозом є їхній вік та часте поєднання хвороби з раку, що виникає у 69% пацієнтів з ураженням F. necrophorum шлунково-кишкового та урогенітального трактів. Якщо у цій віковій групі діагностується бактеріємія F. necrophorum, ретельне обстеження на рак є обов'язковим.

## Етіологія
Збудник — поліморфна паличка з роду Fusobacterium, 1,5-3 мкм завдовжки і 0,5-1,5 мкм завширшки, нерухома, суворий анаероб, спор та капсули не утворює. Добре росте на звичайних поживних середовищах. Оптимум зростання 34-37°С, pH 7,5-7,8. Гине при нагріванні, висушуванні й під впливом дезінфікувальних препаратів. У випорожненнях тварин зберігається до 50 днів, у сечі — до 15 діб, в ґрунті — до 1 місяця. У гною збудник здатний навіть розмножуватися. Колонія має характерний запах масляної кислоти, збудник має характерну плеоморфну морфологію з нитчастими, стрижневими та коковими формами, характеристики яких відрізняються від характеристик інших фузобактерій. Ця характерна морфологія повинна розцінюватися лікарями-лаборантами як наявність Fusobacterium necrophorum і одразу сповіщати клініцистів про те, що підтверджено некробацильоз для початку негайного лікування. F. necrophorum є єдиним видом роду Fusobacterium, який ферментує лактат до пропіонату, що використовується для її ідентифікації газо-рідинною хроматографією. Виявлено 3 біовари A (нині називають F. necrophorum subspecies necrophorum), B (F. necrophorum subsp. funduliforme) і C. Біовар С наразі розглядається як окремий вид, названий Fusobacterium pseudonecrophorum, який не виробляє гемолізин, ліпазу або гемаглютинін.
F. necroforum є чутливим до пеніциліну, цефалоспоринів, метронідазолу, кліндаміцину, тетрациклінів та хлорамфеніколу. Про β-лактамазні штами F. necrophorum повідомлялось дуже рідко, і в Європі ще не було виявлено резистентних штамів до цих антибіотиків. Стійкий до азтреонаму і триметоприм-сульфаметоксазолу і, як й інші анаеробні бактерії, до аміноглікозидів.

## Епідеміологічні особливості

### Джерело та резервуар
Некробацільоз широко поширений серед різних домашніх тварин (корови, свині, вівці тощо), як у вигляді захворювань, так і у вигляді здорового бактеріоносійства. F. necrophorum є частиною нормальної мікробіоти ротоглотки, шлунково-кишкового тракту та сечостатевого тракту тварин і людей і, як правило, не здатні проникнути в непошкоджену слизову оболонку.

### Механізм і фактори передачі
Зараження людини відбувається при контакті з хворими тваринами або з продуктами тваринництва.

### Сприйнятливість
Невелика захворюваність людей пояснюється природною їхньою стійкістю до цієї інфекції.

## Патогенез
Воротами інфекції є дрібні пошкодження шкіри або слизові оболонки порожнини рота і кишечнику. На місці укорінення утворюються некротичні зміни, збудник може гематогенно поширюватися і зумовити ураження різних органів. Невідомо, чому у деяких пацієнтів збудник проникає в слизову оболонку. Ймовірно відіграє роль зниження захист організму в слизовій глотки через появу вірусного або бактеріального фарингіту. Продемонстровано синергізм патогенної дії різновидів Fusobacterium та іншими анаеробними або мікроаерофільними бактеріями чи вірусами при формуванні абсцесів у тваринних моделей через зниження напруженості кисню та створення анаеробного середовища, що створює сприятливі умови для росту Fusobacterium necrophorum. Подібне синергетичне відношення може відігравати певну роль й у патогенезі ураження у людей. Інфекційний мононуклеоз часто підозрюється у цих пацієнтів і може завуалювати прояви некробацильозу. Вважається, що Епштейна-Барр інфекція спричинює імуносупресію, тимчасове зниження Т-клітин-опосередкованого імунітету, який може створити умови для бактеріальної суперінфекції Fusobacterium necrophorum. У третини пацієнтів з некробацильозом відбувається полімікробна бактеріємія. Супутні бактерії — переважно з мікробіоти ротоглотки, такі як пептострептококи, негемолітичні стрептококи, мікроаерофільні стрептококи та β-гемолітичні стрептококи груп А, В та С. Часто ці бактерії ростуть швидше, ніж Fusobacterium necrophorum, і тому важливо переглядати анаеробні культури крові через 24 години після першого виявлення росту у випадках, що клінічно свідчать про некробацильоз.
Сироваткові антитіла до F. necroforum були знайдені у здорових людей, можливо, індуковані нормальною присутністю цих бактерій у ротоглотці так само, як це відбувається, зокрема, стосовно Neisseria lactamica, що призводить до часткового захисту слизової від проникнення збудника менінгококової інфекції менінгокока.

## Клінічні ознаки
Інкубаційний період триває від 3 до 8 днів. Хвороба починається з розвитку запальних змін в області воріт інфекції за типом первинного афекту. Спочатку на шкірі з'являється велика пляма (діаметром понад 10 мм), незабаром в її центрі плями папула округлої форми, в центрі папули утворюється везикула, при розриві якої формується виразка з некротичним темного забарвлення дном. Прилеглі ділянки шкіри гіперемійовані і набряклі, розвивається регіонарний лімфаденіт. Все це нагадує сибіркове шкірне ураження, але на відміну від сибірки зберігається больова чутливість і забарвлення дна виразки є світлішим.
До цього часу з'являються гарячка (до 39-40°С) і ознаки загальної інтоксикації. Некротична ділянка розширюється, з виразки виділяється велика кількість гнійно-некротичного ексудату. При гематогенної дисемінації розвивається картина тяжкого анаеробного сепсису з ураженням багатьох органів (артрити, пневмонії, абсцеси легень, печінки, перфорація кишечнику, перитоніт тощо). Може розвинутися інфекційно-токсичний шок, ДВЗ-синдром.
Типовою формою клінічного перебігу у людей вважають синдром Лем'єра. Він характеризується первинним ураженням голови у молодої, раніше здорової людини, згодом розвивається стійка висока гарячка, виникають метастатичні абсцеси, а типовою клінічною ознакою є септичний тромбофлебіт внутрішньої яремної вени.

## Діагностика
Для підтвердження діагнозу проводять виділення збудника (посіви, біологічна проба на білих мишах — при зараженні в корінь хвоста з'являються некротичні зміни в місці введення, з некротичних ділянок беруть мазки). При біохімічному дослідженні виділених культур за допомогою комерційних діагностикумів API rapid ID 32A; BioMérieux, Marcy l'Etoile, France відмічається позитивний тест на індол.

## Лікування
Оптимальний режим антибіотиків невідомий. З ретроспективних досліджень неможливо зробити жодних висновків щодо ефективності різних схем антибіотиків. Синдром занадто рідкісний для проведення будь-яких рандомізованих, контрольованих клінічних досліджень.
Метронідазол, який є бактерицидним антибіотиком, має хороше проникнення в більшість тканин, а також досягає високої концентрації в спинномозковій рідині, але монотерапія метронідазолом не рекомендується через тяжкість хвороби та тому, що супутні метронідазол-резистентні мікроаерофільні та аеробні стрептококи зустрічаються у випадках ураження F. necrophorum відносно часто. Рекомендується комбіноване лікування високими дозами пеніциліну та метронідазолу або монотерапію кліндаміцином протягом 2-6 тижнів. Початкове лікування повинно проводитись внутрішньовенно пеніциліном, наприклад пеніциліном G 1,2-3,0 г 4 рази на добу (дітям, 24-60 мг / кг 4 рази на добу) та внутрішньовенно або ректально метронідазолом, наприклад, 0,5 г 3 рази на день (діти, 10-15 мг / кг 3 рази на день). Альтернативою лікування є монотерапія внутрішньовенно кліндаміцином у дозі 0,6-0,9 г 3 рази на добу (дітям 10 мг / кг 3 рази на день), особливо при алергії до пеніцилінових препаратів.